# Xã South Versailles, Quận Allegheny, Pennsylvania
Xã South Versailles (tiếng Anh: South Versailles Township) là một xã thuộc quận Allegheny, tiểu bang Pennsylvania, Hoa Kỳ. Năm 2010, dân số của xã này là 351 người.